# 戴维·卡伯特
戴维·卡伯特（英語：David Culbert，1967年3月17日—），澳大利亚男子田径运动员。他曾代表澳大利亚参加1986年、1990年和1994年英联邦运动会田径比赛，获得二枚银牌。他也曾参加1988年和1992年夏季奥林匹克运动会。